# Freestyle ai XV Giochi olimpici invernali
Ai XV Giochi olimpici invernali del 1988 ad Calgary (Canada), che si svolsero dal 21 al 25 febbraio, per la prima volta furono presenti, sebbene a titolo dimostrativo, le discipline del freestyle. Le competizioni erano valide anche ai fini dei Campionati mondiali di freestyle 1988, rappresentando la 2ª edizione della manifestazione. 

## Risultati

### Uomini

#### Salti
| Posizione | Atleta          | Nazione | Punti  |
| 1         | Jean-Marc Rozon | Canada  | 410,93 |
| 2         | Didier Meda     | Francia | 380,77 |
| 3         | Lloyd Langlois  | Canada  | 377,97 |

Data: 23 febbraio 1988

#### Gobbe
| Posizione | Atleta             | Nazione  | Punti  |
| 1         | Håkan Hansson      | Svezia   | 39,56  |
| 2         | Hans Engelsen Eide | Norvegia | 39,37  |
| 3         | Edgar Grospiron    | Francia  | 37, 71 |

Data: 22 febbraio 1988

#### Balletto
| Posizione | Atleta             | Nazione        | Punti |
| 1         | Hermann Reitberger | Germania Ovest | 46, 6 |
| 2         | Lane Spina         | Stati Uniti    | 45, 6 |
| 3         | Rune Kristiansen   | Norvegia       | 44, 0 |

Data: 25 febbraio 1988

### Donne

#### Salti
| Posizione | Atleta          | Nazione        | Punti  |
| 1         | Melanie Palenik | Stati Uniti    | 268,83 |
| 2         | Sonja Reichart  | Germania Ovest | 267,03 |
| 3         | Carin Hernskog  | Svezia         | 245,98 |

Data: 21 febbraio 1988

#### Gobbe
| Posizione | Atleta              | Nazione        | Punti |
| 1         | Tatjana Mittermayer | Germania Ovest | 36,16 |
| 2         | Raphaëlle Monod     | Francia        | 34,91 |
| 3         | Conny Kissling      | Svizzera       | 34,07 |

Data: 22 febbraio 1988

#### Balletto
| Posizione | Atleta          | Nazione     | Punti |
| 1         | Christine Rossi | Francia     | 45, 8 |
| 2         | Jan Bucher      | Stati Uniti | 44,0  |
| 3         | Conny Kissling  | Svizzera    | 43,2  |

Data: 25 febbraio 1988

## Medagliere
| Pos.   | Paese          | Oro | Argento | Bronzo | Totale |
| ------ | -------------- | --- | ------- | ------ | ------ |
| 1      | Germania Ovest | 2   | 1       | 0      | 3      |
| 2      | Francia        | 1   | 2       | 1      | 4      |
| 3      | Stati Uniti    | 1   | 2       | 0      | 3      |
| 4      | Canada         | 1   | 0       | 1      | 2      |
| 4      | Svezia         | 1   | 0       | 1      | 2      |
| 6      | Norvegia       | 0   | 1       | 1      | 2      |
| 7      | Svizzera       | 0   | 0       | 2      | 2      |
| Totale | Totale         | 6   | 6       | 6      | 18     |